# ジェームズ・ヘイラー

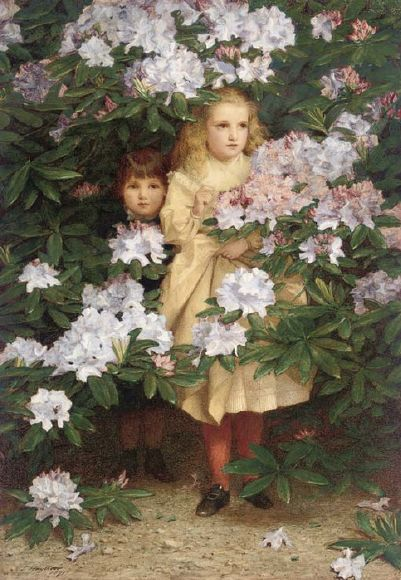
ジェームズ・ヘイラー作「かくれんぼ」

ジェームズ・ヘイラー（James Hayllar、1829年ころ - 1920年）は、イギリスの画家である。風俗画、肖像画、風景画を描いた。

## 略歴
イングランド南東部、ウェスト・サセックス州のチチェスターで生まれた。ロンドンのフランシス・スティーブン・ケーリが校長の私立の絵画学校で学び、1851年にケーリの肖像画を残した。その後、ロイヤル・アカデミー・オブ・アーツの美術学校で学んだ。
1851年から1853年の間、イタリアを旅し、1850年からロイヤル・アカデミー・オブ・アーツの展覧会や ロンドンの民間展覧会「British Institution」、英国王立美術家協会の展覧会などに出展した
。初め肖像画家として知られようになったが家庭の中の子供を描く風俗画で人気を得た。1887年のヴィクトリア女王の即位50周年を祝うためにジョージ・ダンロップ・レスリーとヴィクトリア女王の肖像画の大作を描き、この作品は現在オックスフォードシャーのウォリングフォードの市役所に収蔵されている。
イーディス・フォーブ・キャヴェル（Edith Phoebe Cavell: 1827–1899、第一次世界大戦中にドイツ軍の捕虜になり銃殺されたことで知られる従軍看護師のイーディス・キャヴェル（1865-1915）の叔母である。）と1855年に結婚しウォリングフォードに住み、頻繁に村の生活の情景を描いた。4人の息子と5人の娘がいて、娘のうち4人は父親に絵を学び、画家になった。とりわけジェシカ（Jessica Hayllar: 1858–1940）とイーディス・ヘイラー（Edith Hayllar: 1860-1948）がよく知られている。
1920年にサウス・イーストのボーンマスで亡くなった。

## 作品

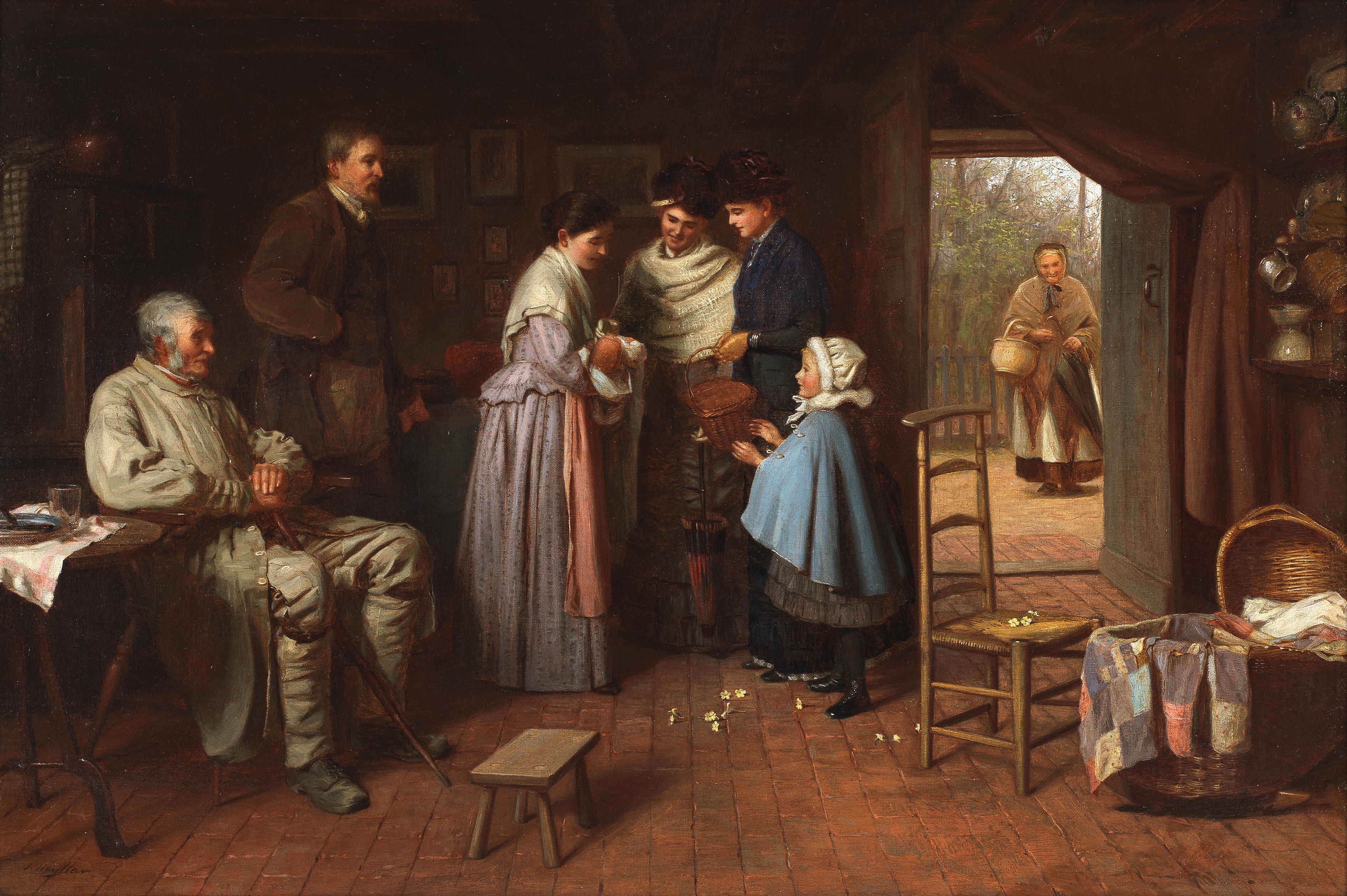
コテッジの最初の子供
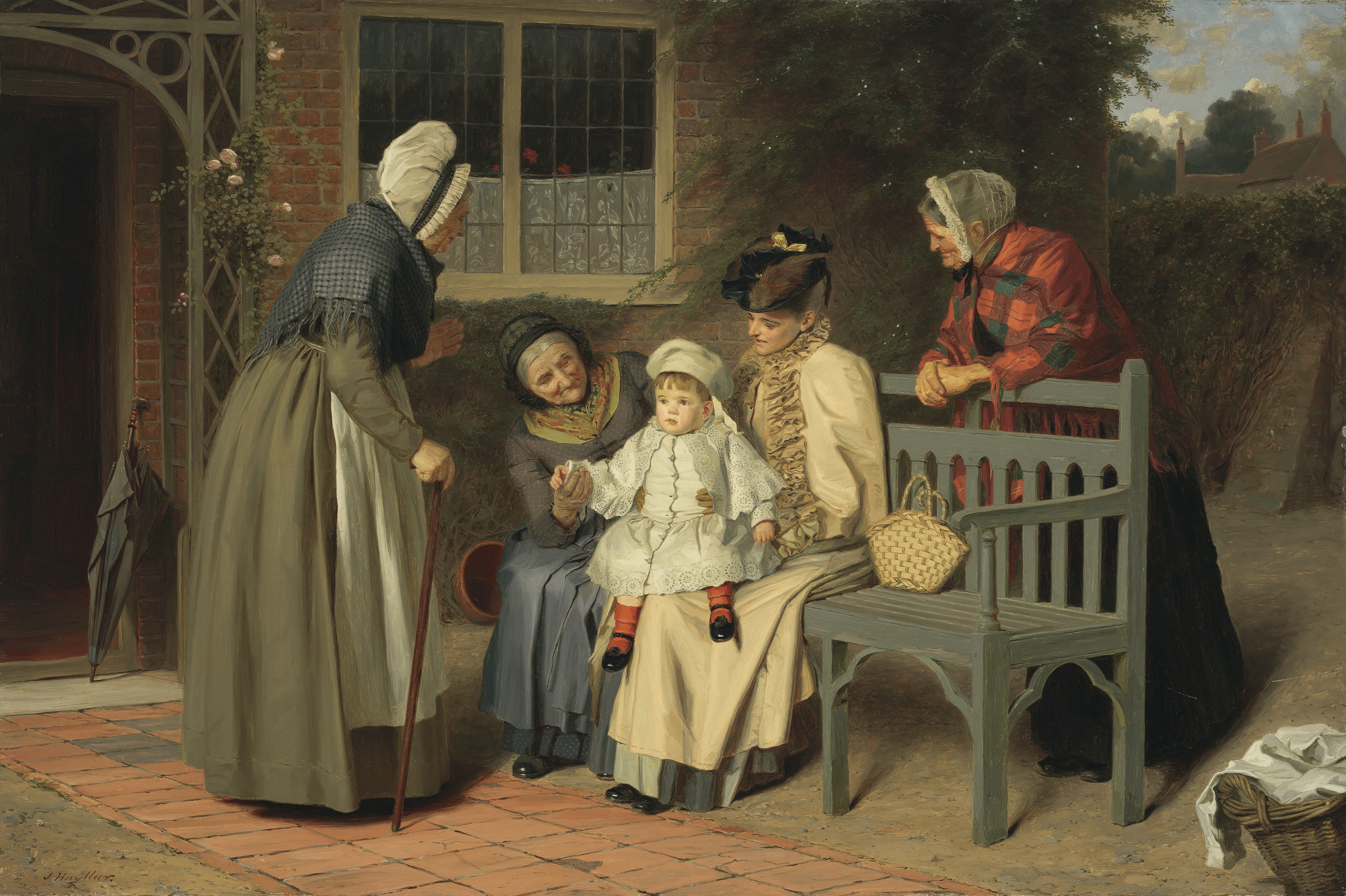
みんなに注目される幼児
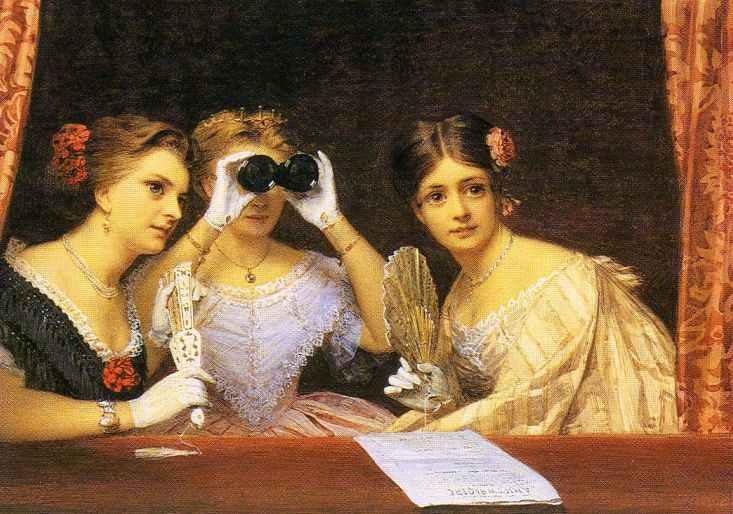
オペラの観客席